# Krejnice
Krejnice (en allemand : Kreinitz) est une commune du district de Strakonice, dans la région de Bohême-du-Sud, en République tchèque. Sa population s'élevait à 75 habitants en 2020.

## Géographie
Krejnice se trouve à 15 km à l'ouest de Strakonice, à 63 km au nord-ouest de České Budějovice et à 108 km au sud-ouest de Prague.
La commune est limitée par Frymburk au nord, par Volenice à l'est et au sud-ouest, par Strašice au sud et par Soběšice à l'ouest.

## Histoire
La première mention écrite du village date de 1045.